# Liste der Biografien/Holm
Liste der Biografien |
Portal Biografien |
Personensuche
# |
A |
B |
C |
D |
E |
F |
G |
H |
I |
J |
K |
L |
M |
N |
O |
P |
Q |
R |
S |
T |
U |
V |
W |
X |
Y |
Z |
?
 
Ha |
Hd |
He |
Hi |
Hj |
Hk |
Hl |
Hm |
Hn |
Ho |
Hr |
Hs |
Ht |
Hu |
Hv |
Hw |
Hy
 
Hoa |
Hob |
Hoc |
Hod |
Hoe |
Hof |
Hog–Hok |
Hol |
Hom |
Hon |
Hoo |
Hop |
Hoq |
Hor |
Hos |
Hot |
Hou |
Hov |
How |
Hox |
Hoy |
Hoz
 
Hola |
Holb |
Holc |
Hold |
Hole |
Holf |
Holg |
Holi |
Holj |
Holk |
Holl |
Holm |
Holn |
Holo |
Holp |
Holr |
Hols |
Holt |
Holu |
Holv |
Holw |
Holy |
Holz
Die Liste der Biografien führt alle Personen auf, die in der deutschsprachigen Wikipedia einen Artikel haben. Dieses ist eine Teilliste mit 386 Einträgen von Personen, deren Namen mit den Buchstaben „Holm“ beginnt.

## Holm
- Holm Bull, Ella (1929–2006), südsamische Autorin
- Holm, Aage (1890–1957), dänischer Schwimmer
- Holm, Adolf (1830–1900), deutscher Althistoriker
- Holm, Anders (* 1981), US-amerikanischer Schauspieler, Comedian und Drehbuchautor
- Holm, Andreas (* 1942), deutscher Schlagersänger und KomponistAndreas Holm (* 1942)

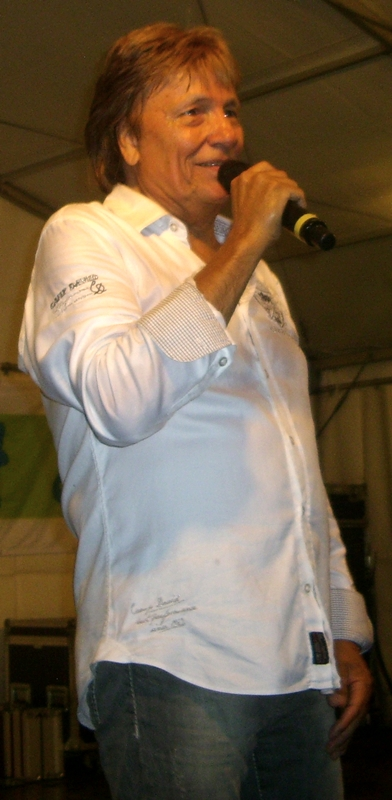
Andreas Holm (* 1942)

- Holm, Andrej (* 1970), deutscher Sozialwissenschaftler
- Holm, Andy (* 1960), deutsch-australischer Filmemacher, Komponist, Weltmusiker und Didgeridoomusiker
- Holm, Anne (1922–1998), dänische Journalistin und Jugendbuchautorin
- Holm, Arild (1942–2024), norwegischer Skirennläufer
- Holm, Asbjørn (1921–2001), norwegischer Politiker (Sosialistisk Folkeparti), Mitglied des Storting
- Holm, Astrid (1876–1937), dänische Malerin, Textilkünstlerin und Schulleiterin
- Holm, Bill (1925–2020), US-amerikanischer Kunsthistoriker
- Holm, Brian (* 1962), dänischer Radsportler und Sportdirektor
- Holm, Caroline Bonde (* 1990), dänische Stabhochspringerin
- Holm, Celeste (1917–2012), US-amerikanische Schauspielerin
- Holm, Christian (1804–1846), dänischer Maler und Radierer
- Holm, Christian (* 1960), deutscher theoretischer Physiker
- Holm, Christopher Rubens (* 2004), deutsch-brasilianischer Skirennläufer
- Holm, Claus (1918–1996), deutscher Schauspieler
- Holm, Dary (1897–1960), deutsche Schauspielerin
- Holm, Dorthe (* 1972), dänische Curlerin
- Holm, Edvard (1833–1915), Historiker
- Holm, Eggert (1936–2024), deutscher Internist und Ernährungsmediziner
- Holm, Eleanor (1913–2004), US-amerikanische SchwimmerinEleanor Holm (1913–2004)

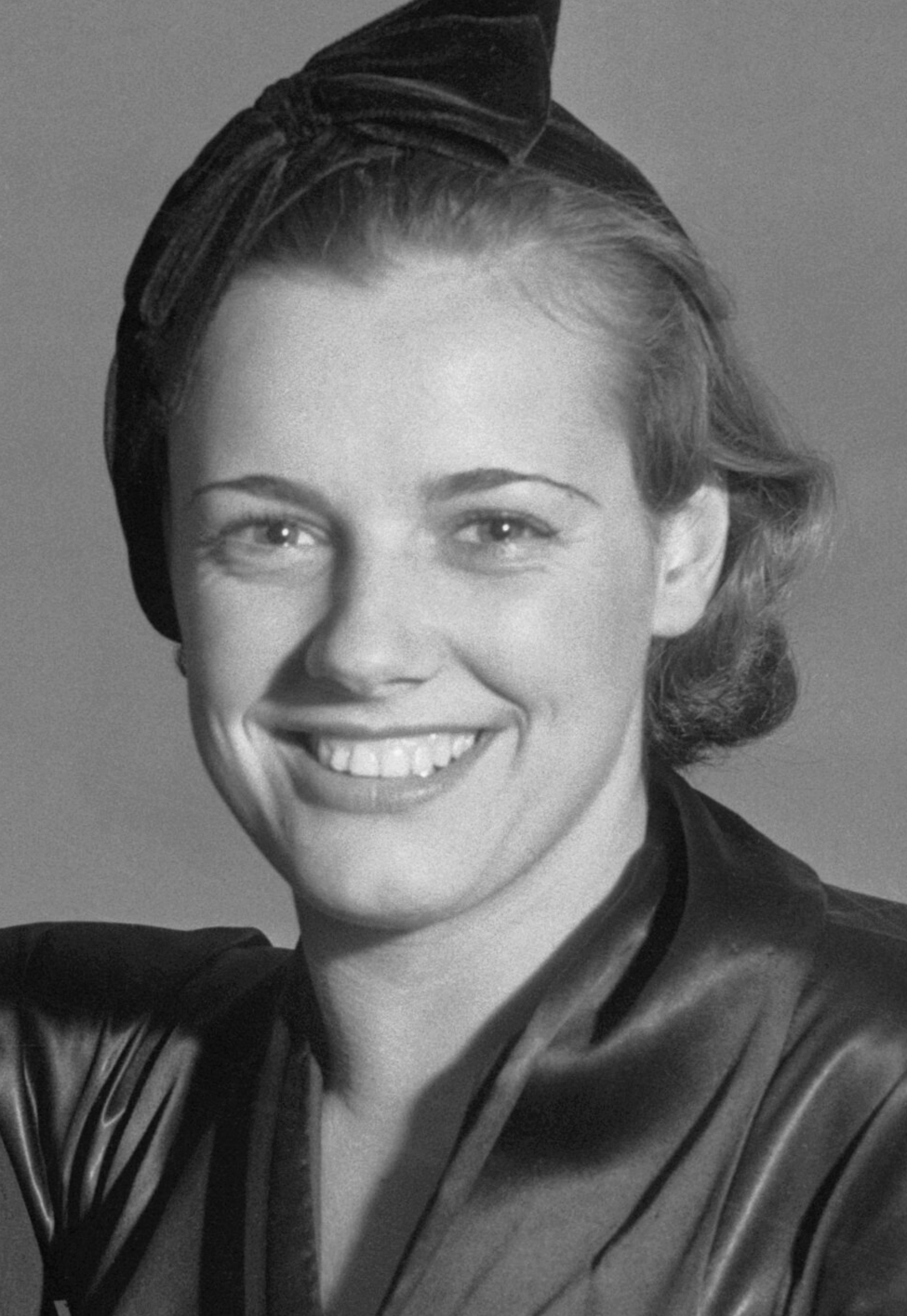
Eleanor Holm (1913–2004)

- Holm, Elisabeth, US-amerikanische Filmproduzentin und Drehbuchautorin
- Holm, Emil (* 2000), schwedischer Fußballspieler
- Holm, Espen Beranek (* 1960), norwegischer Rockmusiker und Comedian
- Holm, Gerd, deutscher Kinder- und Jugendbuchautor
- Holm, Gerhard (1853–1926), schwedischer Geologe und Paläontologe
- Holm, Gunnar (* 1916), dänischer Badmintonspieler
- Holm, Gustav Frederik (1849–1940), dänischer Seeoffizier und Polarforscher
- Holm, Hannes (* 1962), schwedischer Filmregisseur, Filmproduzent und Drehbuchautor
- Holm, Hans (1925–2001), grönländischer Fischer
- Holm, Hans Henning (1908–1977), deutscher Schriftsteller, Bühnen- und Hörspielautor
- Holm, Hanya (1893–1992), deutsch-amerikanische Tänzerin und Choreografin
- Holm, Harry (1902–1987), dänischer Turner
- Holm, Heinrich (1843–1892), deutscher Fahnenmaler und Freizeitarchäologe
- Holm, Henrik (* 1968), schwedischer Tennisspieler
- Holm, Holly (* 1981), US-amerikanische Mixed-Martial-Arts-Kämpferin und ehemalige Boxweltmeisterin
- Holm, Ian (1931–2020), britischer SchauspielerIan Holm (1931–2020)

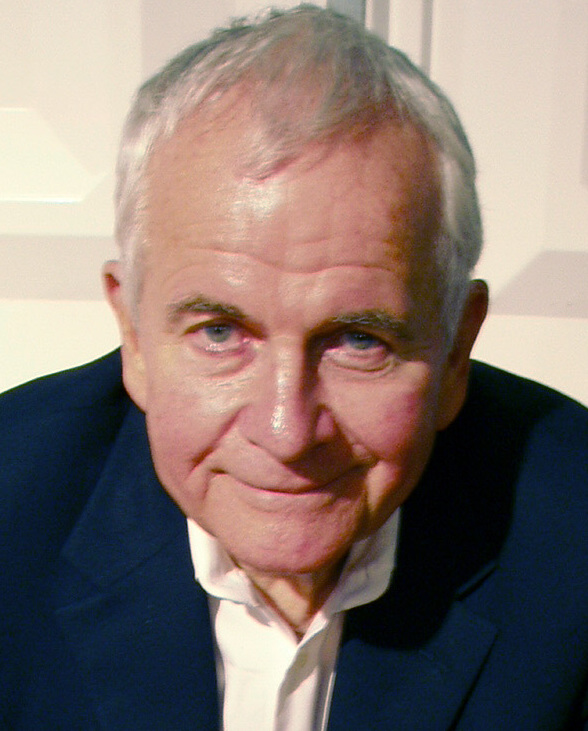
Ian Holm (1931–2020)

- Holm, Ivaana (* 1990), grönländische Handballspielerin
- Holm, Jacob (* 1995), dänischer Handballspieler
- Holm, Jeanne M. (1921–2010), US-amerikanische Generalmajorin der United States Air Force
- Holm, Jens (* 1971), schwedischer Politiker, MdEP
- Holm, Johan (* 1979), schwedischer Badmintonspieler
- Holm, Johannes (1895–1981), deutscher Verleger in der DDR
- Holm, Jörg (1940–2000), deutscher Schauspieler
- Holm, Julie (* 2000), dänische Handballspielerin
- Holm, Kai (1896–1985), dänischer Schauspieler
- Holm, Karl (1856–1938), deutscher Schriftsteller
- Holm, Kenneth (* 1958), schwedischer Rennrodler
- Holm, Kerstin (* 1958), deutsche Journalistin und Autorin
- Holm, Kjeld (1945–2024), dänischer lutherischer Bischof
- Holm, Klaus Ellerhusen (* 1979), norwegischer Jazzmusiker (Holzblasinstrumente)
- Holm, Korfiz (1872–1942), deutscher Schriftsteller, Übersetzer und Verleger
- Holm, Kris (* 1973), kanadischer Einradfahrer, Pionier des Berg-Einradfahrens
- Holm, Kurt (* 1935), österreichisch-deutscher Soziologe und Sozialforscher
- Holm, Lars (* 1961), deutscher Flottillenadmiral
- Holm, Lasse (* 1943), schwedischer Schlagerkomponist und Sänger
- Holm, Leif-Erik (* 1970), deutscher Radiomoderator und Politiker (AfD)Leif-Erik Holm (* 1970)

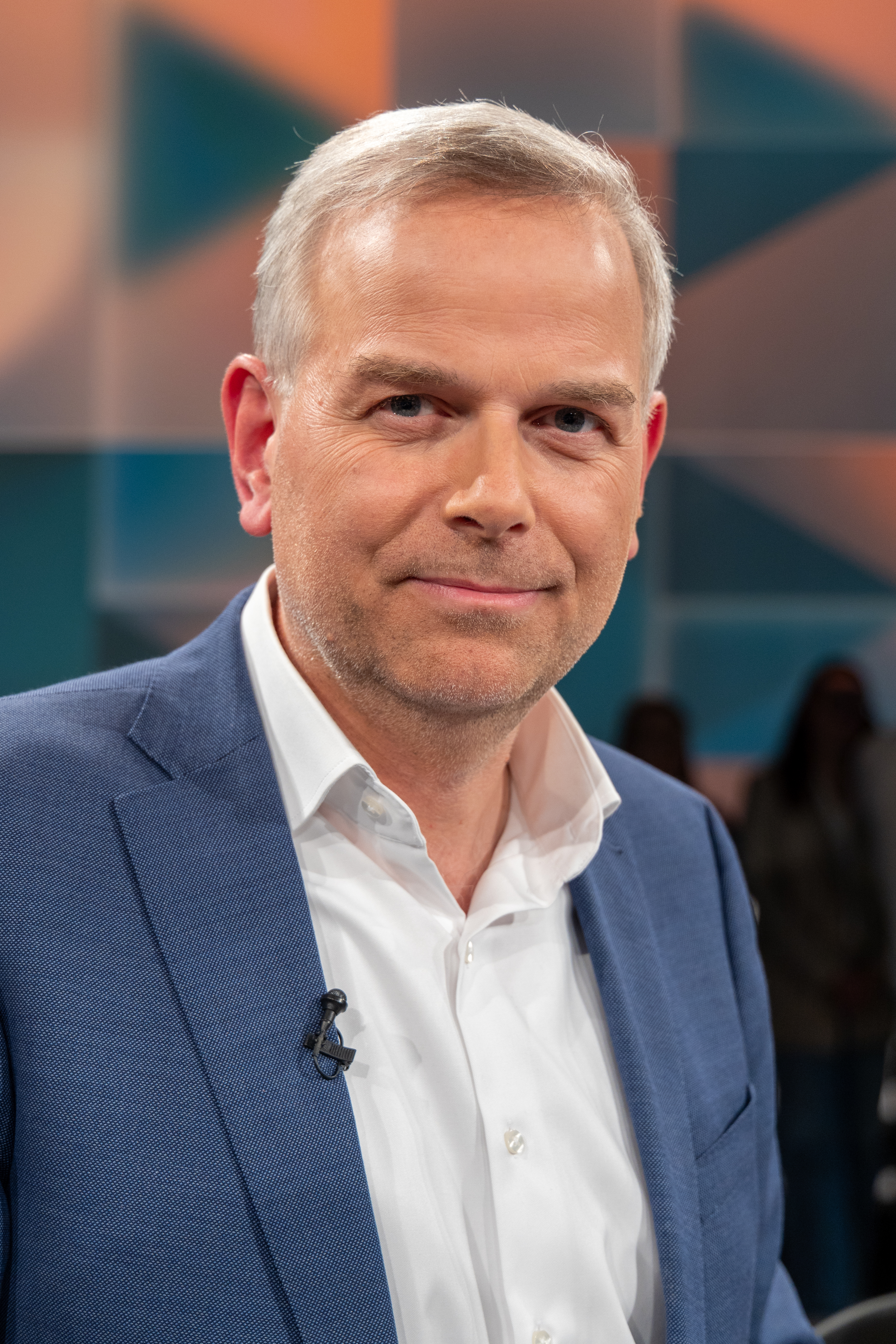
Leif-Erik Holm (* 1970)

- Holm, Mia (1845–1912), deutsche Schriftstellerin
- Holm, Michael (* 1943), deutscher Schlagersänger, Songwriter, Texter, Musiker und MusikproduzentMichael Holm (* 1943)

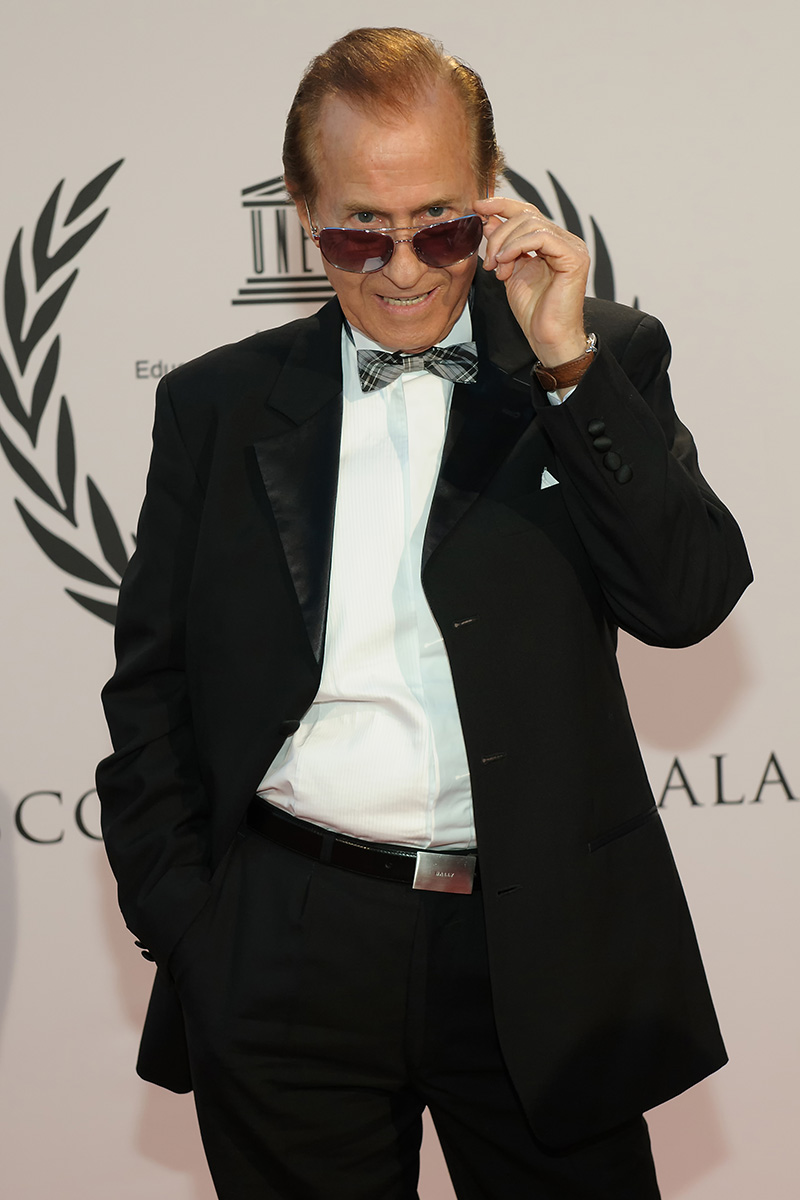
Michael Holm (* 1943)

- Holm, Michael Peter (1936–2009), deutscher Charakterdarsteller
- Holm, Niels (1936–1999), grönländischer Übersetzer und Landesrat
- Holm, Niels (* 1936), lutherischer Theologe und Bischof des Bistums Ribe (1991–2003)
- Holm, Nino (* 1950), schwedisch-österreichischer Musiker und Maler
- Holm, Noah Jean (* 2001), norwegischer Fußballspieler
- Holm, Odin Thiago (* 2003), norwegischer Fußballspieler
- Holm, Ole (1870–1956), norwegischer Sportschütze
- Holm, Per (1899–1974), norwegischer Fußballspieler
- Holm, Per Daniel (1835–1903), schwedischer Landschaftsmaler, Hochschullehrer und Konservator
- Holm, Peter Alberg (1823–1892), färöischer Pfarrer und Autor
- Holm, Philip (* 1991), schwedischer Eishockeyspieler
- Holm, Poul (1888–1964), dänischer Turner und Schwimmer
- Holm, Poul (* 1920), dänischer Badmintonspieler
- Holm, Renate (1931–2022), deutsch-österreichische Opernsängerin (Lyrischer Sopran, Koloratursopran) und Schauspielerin
- Holm, Richard (1912–1988), deutscher Opernsänger (Tenor)
- Holm, Richard H. (1933–2021), US-amerikanischer Chemiker
- Holm, Rikke (* 1972), dänische Fußballspielerin
- Holm, Robin (* 1999), thailändisch-schwedischer Fußballspieler
- Holm, Staffan Valdemar (* 1958), schwedischer Theater- und Opernregisseur
- Holm, Stefan (* 1976), schwedischer Hochspringer
- Holm, Sven (1940–2019), dänischer Schriftsteller
- Holm, Sverre (1931–2005), norwegischer Schauspieler und Drehbuchautor
- Holm, Tore (1896–1977), schwedischer Segler
- Holm, Ulf (* 1969), schwedischer Politiker (Miljöpartiet de Gröna), Mitglied des Riksdag, MdEP
- Holm, Valsø (1906–1987), dänischer Schauspieler
- Holm, Vanja (* 1958), schwedische Jazzmusikerin (Schlagzeug, Komposition)
- Holm, Wilhelm (* 1873), deutscher Büdner und Politiker (SPD)
- Holm, Yngve (1895–1943), schwedischer Segler
- Holm-Hadulla, Rainer M. (* 1951), deutscher Psychiater, Psychotherapeut und PsychoanalytikerRainer M. Holm-Hadulla (* 1951)

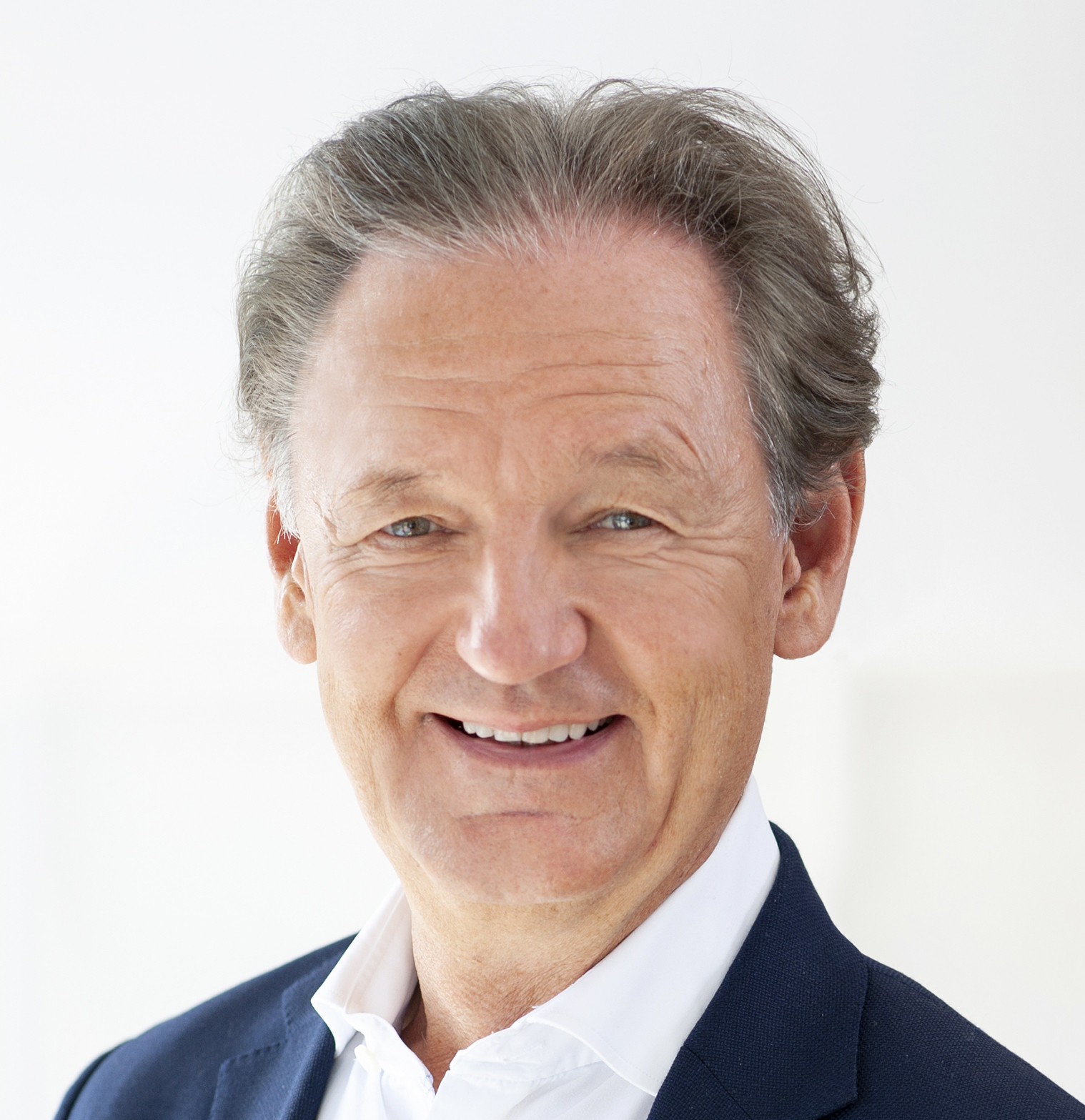
Rainer M. Holm-Hadulla (* 1951)

- Holm-Müller, Karin (* 1957), deutsche Volkswirtin und Hochschullehrerin

### Holma
- Holma, Johanna (* 1985), schwedische Biathletin
- Holman, Adrian (1895–1974), britischer Diplomat
- Holman, Bill (1927–2024), amerikanischer Jazzmusiker und Arrangeur
- Holman, Bob (* 1948), US-amerikanischer Dichter und Poesie-Aktivist
- Holman, Brett (* 1984), australischer Fußballspieler
- Holman, Clare (* 1964), britische Schauspielerin und Fernsehregisseurin
- Holman, Dorothy (1883–1968), englische Tennisspielerin
- Holman, Eddie (* 1946), US-amerikanischer Sänger
- Holman, Felice (1919–2023), US-amerikanische Kinder- und Jugendbuchautorin
- Holman, Frederick (1883–1913), britischer Schwimmer
- Holman, Harry (1862–1947), US-amerikanischer Schauspieler
- Holman, Harry (1920–1977), englischer Fußballspieler
- Holman, Harry (1957–2020), englischer Fußballspieler
- Holman, Herbert (1869–1949), britischer Offizier, zuletzt Generalleutnant
- Holman, J. A. (1901–1980), tschechoslowakischer Regisseur, Drehbuchautor und Filmproduzent
- Holman, J. Alan (1931–2006), US-amerikanischer Paläontologe und Herpetologe
- Holman, James (1786–1857), britischer Reisender
- Holman, Libby (1904–1971), US-amerikanische Schauspielerin
- Holman, Matt (* 1982), US-amerikanischer Jazzmusiker
- Holman, Matthew J. (* 1967), US-amerikanischer Astrophysiker
- Holman, Nat (1896–1995), US-amerikanischer Basketballspieler und -trainer
- Holman, Peter (* 1946), englischer Musikwissenschaftler, Cembalist und Organist
- Holman, Ray (* 1944), trinidadischer Komponist, Arrangeur und Musiker
- Holman, Rufus C. (1877–1959), US-amerikanischer Politiker
- Holman, Sheri (* 1966), US-amerikanische Schriftstellerin und Bestseller-Autorin
- Holman, Tee (1941–2009), US-amerikanischer R&B- und Jazzmusiker (Schlagzeug)
- Holman, Tomlinson, US-amerikanischer Toningenieur
- Holman, William S. (1822–1897), US-amerikanischer Politiker
- Hölmann, Christian (1677–1744), deutscher Dichter und Mediziner
- Holmann, Harald (1929–2020), deutscher Mathematiker
- Holmann, Knut (* 1968), norwegischer Kanute
- Hólmar Örn Eyjólfsson (* 1990), isländischer Fußballspieler
- Holmås, Heikki (* 1972), norwegischer Politiker

### Holmb
- Holmberg, Åke (1907–1991), schwedischer Schriftsteller und Übersetzer
- Holmberg, Anders (* 1984), schwedischer Orientierungsläufer
- Holmberg, Andreas (* 1966), schwedischer evangelisch-lutherischer Geistlicher, Bischof von Stockholm
- Holmberg, Arvid (1886–1958), schwedischer Turner
- Holmberg, August (1851–1911), deutscher Maler und Bildhauer
- Holmberg, Barbro (* 1952), schwedische sozialdemokratische Politikerin
- Holmberg, Bo (1942–2010), schwedischer Politiker, Mitglied des Riksdag
- Holmberg, Bo R. (* 1945), schwedischer Autor
- Holmberg, Börje (1924–2021), schwedischer Pädagoge
- Holmberg, Carl (1884–1909), schwedischer Turner
- Holmberg, Carl-Erik (1906–1991), schwedischer Fußballspieler
- Holmberg, Cindy (* 1975), deutsche Politikerin (Bündnis 90/Die Grünen), MdL
- Holmberg, Eduardo Ladislao (1852–1937), argentinischer Biologe und Forschungsreisender
- Holmberg, Erik Bertil (1908–2000), schwedischer Astronom
- Holmberg, Fanny (* 1998), finnische Unihockeyspielerin
- Holmberg, Gunnar (1897–1975), schwedischer Fußballspieler
- Holmberg, Karl (* 1993), schwedischer Fußballspieler
- Holmberg, Oswald (1882–1969), schwedischer Turner und Tauzieher
- Holmberg, Per (* 1959), schwedischer Fußballspieler
- Holmberg, Peter (* 1960), US-amerikanischer Segler (Amerikanische Jungferninseln)
- Holmberg, Ray (* 1943), US-amerikanischer Politiker und Sexualstraftäter
- Holmberg, Rolf (1914–1979), norwegischer Fußballspieler
- Holmberg, Runar (1923–1993), finnischer Sprinter
- Holmberg, Smilla (* 2006), schwedische Fußballspielerin
- Holmberg, Vilma Matthijs (* 1999), schwedische Handballspielerin
- Holmberg, Werner (1830–1860), finnischer Maler
- Holmberg-Harva, Uno (1882–1949), finnischer protestantischer Theologe, Religionshistoriker, Ethnograph, Ethnosoziologe und Volkskundler
- Hólmbert Friðjónsson (* 1993), isländischer Fußballspieler
- Holmboe, Aleksander Elde (* 2002), norwegischer Skilangläufer
- Holmboe, Bernt Michael (1795–1850), norwegischer Mathematiker
- Holmboe, Christopher Andreas (1796–1882), norwegischer Orientalist und Numismatiker
- Holmboe, Jens (1880–1943), norwegischer Botaniker
- Holmboe, Kasper (* 1973), dänischer Musicalsänger in Deutschland
- Holmboe, Knud (1902–1931), dänischer Journalist
- Holmboe, Nikolai Elde (* 2002), norwegischer Skilangläufer
- Holmboe, Thorolf (1866–1935), norwegischer Landschaftsmaler, Marinemaler und Kunstgewerbler
- Holmboe, Vagn (1909–1996), dänischer Komponist
- Holmboe-Schenström, Wilhelmine (1842–1939), norwegische Mezzosopranistin und Konzertsängerin

### Holme
- Holme, Myriam (* 1971), deutsche Künstlerin
- Holme, Richard, Baron Holme of Cheltenham (1936–2008), britischer Politiker (Liberaldemokrat)
- Holme, Robert (* 1969), US-amerikanischer Skispringer
- Holme, Timothy (1928–1987), englischer Schauspieler, Journalist und Schriftsteller
- Holme, Vera (1881–1969), englische Schauspielerin und Suffragette
- Holmegård, Ella (* 2000), schwedische Radrennfahrerin
- Holmeier, Karl (* 1956), deutscher Politiker (CSU), MdL, MdB
- Holmen, Hallvard (* 1966), norwegischer Schauspieler
- Holmén, Janne (* 1977), finnischer Langstreckenläufer
- Holmen, Kjersti (1956–2021), norwegische Schauspielerin
- Holmén, Nina (* 1951), finnische Leichtathletin
- Holmén, Samuel (* 1984), schwedischer Fußballspieler
- Holmén, Sebastian (* 1992), schwedischer Fußballspieler
- Holmén, Stefan (* 1967), schwedischer Curler
- Holmen-Jensen, Dag (* 1954), norwegischer Skispringer
- Holmene, Robert (* 1969), grönländischer Karikaturist und Künstler
- Holmer, Anna Rose, US-amerikanische Filmregisseurin und Filmproduzentin
- Hölmer, Anna-Lena (* 1991), deutsche Volleyball- und Beachvolleyballspielerin
- Hölmer, Birgit (* 1967), deutsche Künstlerin
- Holmer, Friedrich Levin von (1741–1806), oldenburgischer Oberlanddrost und Minister
- Holmer, Fritz Reinhold (1906–1967), schwedischer Maler und Zeichner
- Holmér, Gösta (1891–1983), US-amerikanischer Leichtathlet
- Holmér, Hans (1930–2002), schwedischer höherer Polizeibeamter und Jurist
- Holmer, Magnus Friedrich von (1780–1857), mecklenburg-schwerinscher Kammerherr, einer der letzten Lübecker Domherren und Publizist
- Holmer, Ulrike (* 1967), deutsche Sportschützin
- Holmer, Uwe (1929–2023), deutscher Theologe, Pastor und AutorUwe Holmer (1929–2023)

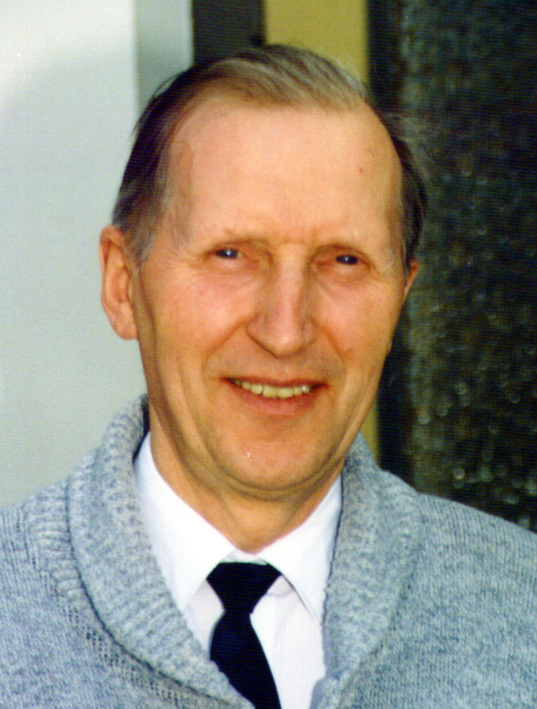
Uwe Holmer (1929–2023)

- Holmer-Kårell, Carl-Robert (* 1986), schwedischer Schauspieler
- Holmertz, Anders (* 1968), schwedischer Schwimmer
- Holmertz, Per (* 1960), schwedischer Schwimmer
- Holmes, Adoniram J. (1842–1902), US-amerikanischer Politiker
- Holmes, Adrian (* 1974), walisisch-kanadischer Schauspieler
- Holmes, Alexis (* 2000), US-amerikanische Sprinterin
- Holmes, Alfred (1837–1876), englischer Geiger und Komponist
- Holmes, Andrew (1959–2010), britischer Ruderer
- Holmes, Andrew Bruce (* 1943), australischer und britischer Chemiker
- Holmes, Anna (* 1969), deutsche Sängerin und Schauspielerin
- Holmes, Arthur (1890–1965), britischer Geologe
- Holmes, Ashton (* 1978), US-amerikanischer Schauspieler
- Holmès, Augusta (1847–1903), Komponistin und PianistinAugusta Holmès (1847–1903)

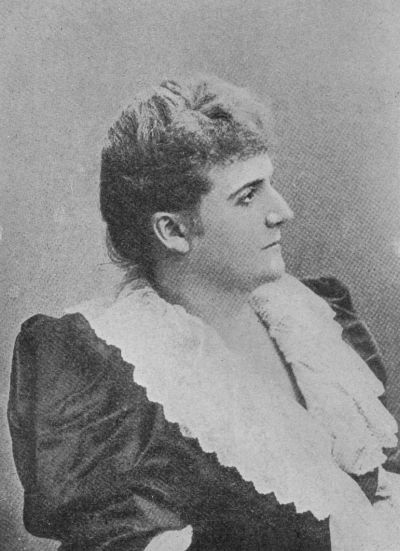
Augusta Holmès (1847–1903)

- Holmes, Ben (* 1994), US-amerikanischer Football-Spieler auf der Position des Quarterback
- Holmes, Bill, US-amerikanischer Schusswaffenkonstrukteur
- Holmes, Bill (* 1936), britischer Radrennfahrer
- Holmes, Brittany Ashton (* 1989), US-amerikanische Kinderdarstellerin und Schauspielerin
- Holmes, Burton (1870–1958), US-amerikanischer Reisender, Fotograf und Dokumentarfilmer
- Holmes, Carlton (* 1964), US-amerikanischer Jazzmusiker (Piano, Komposition)
- Holmes, Charles (1868–1936), englischer Kunsthistoriker, Museumsdirektor und Künstler
- Holmes, Charles H. (1827–1874), US-amerikanischer Politiker
- Holmes, Charlie (1910–1985), US-amerikanischer Jazzsaxophonist
- Holmes, Chelsea (* 1987), US-amerikanische Skilangläuferin
- Holmes, Chris (* 1958), US-amerikanischer Gitarrist
- Holmes, Christopher, Baron Holmes of Richmond (* 1971), britischer Schwimmsportler und Politiker (Conservative Party)
- Holmes, Chuck (1945–2000), US-amerikanischer Unternehmer, Filmproduzent und Filmregisseur
- Holmes, Cyril (1915–1996), britischer Sprinter
- Holmes, David (1769–1832), US-amerikanischer Politiker
- Holmes, David (* 1969), nordirischer Musiker, DJ und Filmmusikkomponist
- Holmes, David (* 1981), britischer Schauspieler und Stuntman
- Holmes, Dennis (* 1950), US-amerikanischer Schauspieler und Kinderdarsteller
- Holmes, Edwin, britischer Astronom
- Holmes, Elias B. (1807–1866), US-amerikanischer Politiker
- Holmes, Elizabeth (* 1984), US-amerikanische Biotechnologie-Unternehmerin und AnlagebetrügerinElizabeth Holmes (* 1984)

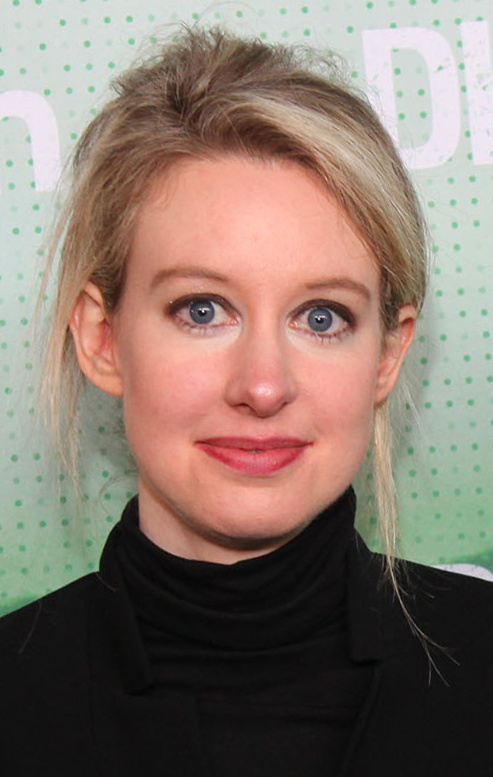
Elizabeth Holmes (* 1984)

- Holmes, Emily (* 1977), kanadische Filmschauspielerin
- Holmes, Ephraim P. (1908–1997), US-amerikanischer Marineoffizier
- Holmes, Ernest (1887–1960), US-amerikanischer Autor und Gründer der US-amerikanischen Freikirchen
- Holmes, Eugene (1934–2007), US-amerikanischer Opernsänger (Bassbariton)
- Holmes, Frank (1885–1980), US-amerikanischer Hoch- und Weitspringer
- Holmes, Fred (1886–1944), britischer Tauzieher
- Holmes, Frederic L. (1932–2003), US-amerikanischer Wissenschaftshistoriker
- Holmes, Gabriel († 1829), US-amerikanischer Politiker
- Holmes, Geoffrey (1894–1964), britischer Eishockeyspieler
- Holmes, Geoffrey (1928–1993), britischer Neuzeithistoriker
- Holmes, George, US-amerikanischer Pokerspieler
- Holmes, Gordon Morgan (1876–1965), irischer Neurologe
- Holmes, Graeme (* 1984), schottischer Fußballspieler
- Holmes, Greg (* 1963), US-amerikanischer Tennisspieler
- Holmes, H. Allen (* 1933), US-amerikanischer Diplomat
- Holmes, H. H. (1861–1896), US-amerikanischer SerienmörderH. H. Holmes (1861–1896)

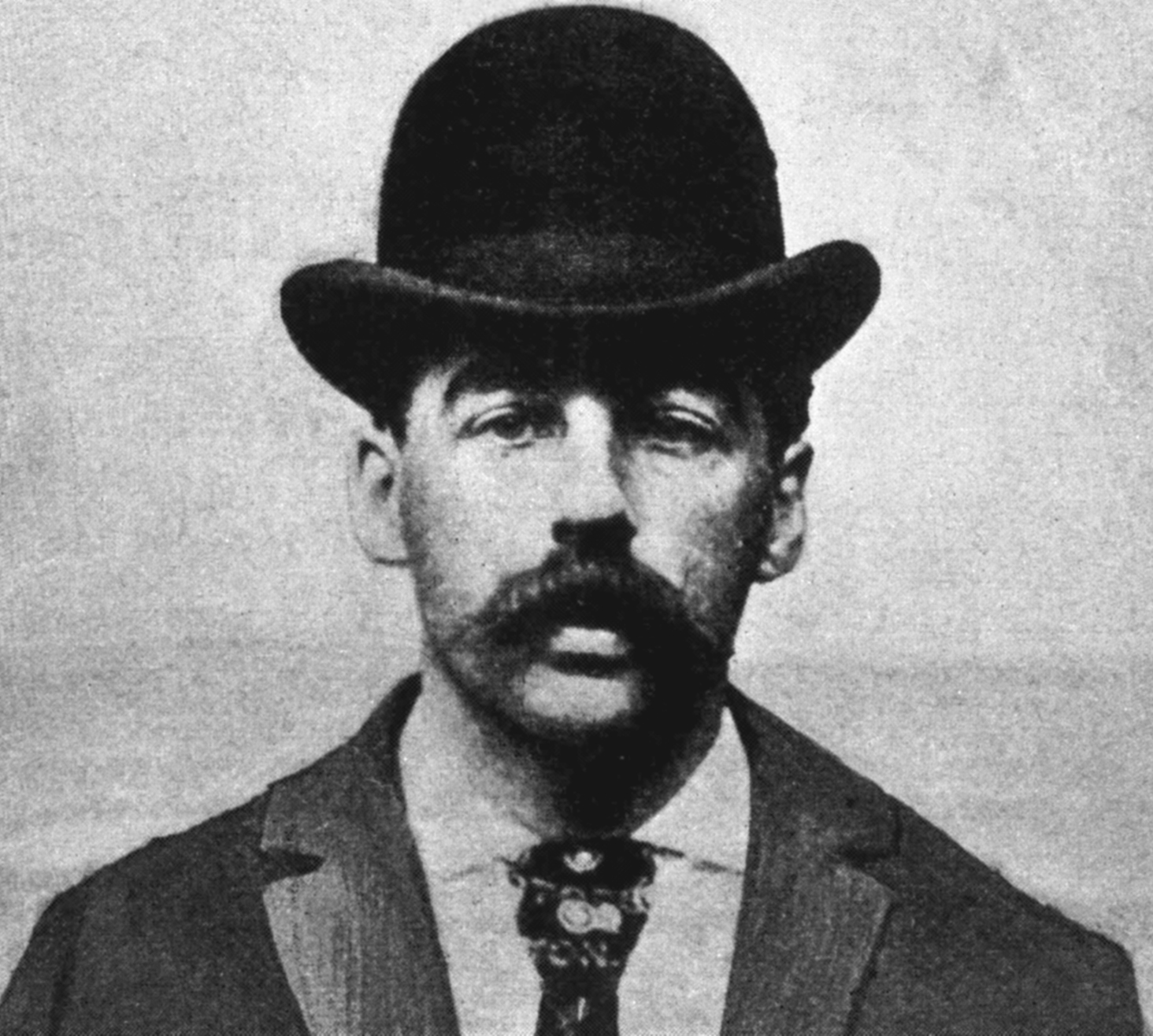
H. H. Holmes (1861–1896)

- Holmes, Hal (1902–1977), US-amerikanischer Politiker
- Holmes, Harry (1896–1986), britischer General und Ehrenpräsident des Esperanto-Weltbundes
- Holmes, Hayley (* 1991), US-amerikanische Schauspielerin
- Holmes, Helen (1892–1950), US-amerikanische Schauspielerin, Drehbuchautorin, Filmregisseurin und Filmproduzentin
- Holmes, Henry (1839–1905), englischer Komponist, Geiger und Musikpädagoge
- Holmes, Isaac (1758–1812), britisch-amerikanischer Händler und Politiker in South Carolina (Föderalistische Partei)
- Holmes, Isaac E. (1796–1867), US-amerikanischer Politiker
- Holmes, J. B. (* 1982), US-amerikanischer Golfer
- Holmes, J. T. (* 1980), US-amerikanischer Extremskifahrer, Basejumper und Stuntman
- Holmes, Jackie (1920–1995), US-amerikanischer Rennfahrer
- Holmes, Jake (* 1939), US-amerikanischer Folk-Sänger und Songwriter
- Holmes, James (1924–1986), niederländischer Autor und Lektor
- Holmes, James (* 1965), britischer Schauspieler und Drehbuchautor
- Holmes, James Eagan (* 1987), US-amerikanischer Amokläufer
- Holmes, James M. (* 1957), US-amerikanischer Offizier, General der US Air Force
- Holmes, Jean (* 1940), panamaische Sprinterin
- Holmes, Jennifer (* 1955), US-amerikanische Film- und Fernsehschauspielerin
- Holmes, Jimmy „Duck“ (* 1947), US-amerikanischer Bluesmusiker
- Holmes, Joe (* 1963), US-amerikanischer RockgitarristJoe Holmes (* 1963)

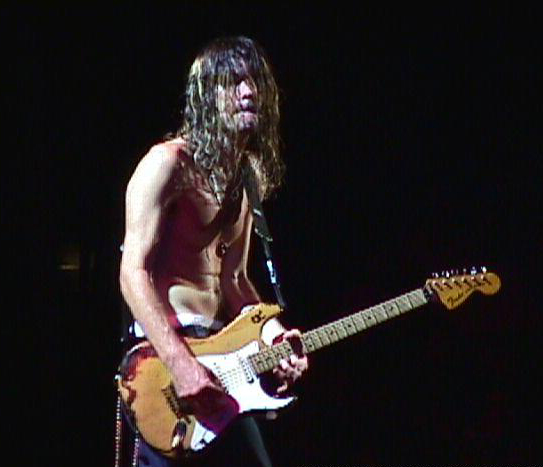
Joe Holmes (* 1963)

- Holmes, John (1773–1843), US-amerikanischer Politiker
- Holmes, John (1944–1988), US-amerikanischer Pornodarsteller
- Holmes, John (* 1951), britischer Diplomat
- Holmes, John (1952–2009), britischer Rugbyspieler
- Holmes, John Edwin (1809–1863), US-amerikanischer Politiker
- Holmes, John Haynes (1879–1964), US-amerikanischer unitarischer Theologe und Friedensaktivist
- Holmes, John W. (1917–2001), Filmeditor
- Holmes, John Wendell (1910–1988), kanadischer Botschafter
- Holmes, Jordan (* 1997), australischer Fußballspieler
- Holmes, Julia (* 1980), deutsch-australische Schauspielerin
- Holmes, Julie Lynn (* 1951), US-amerikanische Eiskunstläuferin
- Holmes, Julius C. (1899–1968), US-amerikanischer Diplomat
- Holmes, Katie (* 1978), US-amerikanische Schauspielerin, Filmregisseurin und -produzentinKatie Holmes (* 1978)

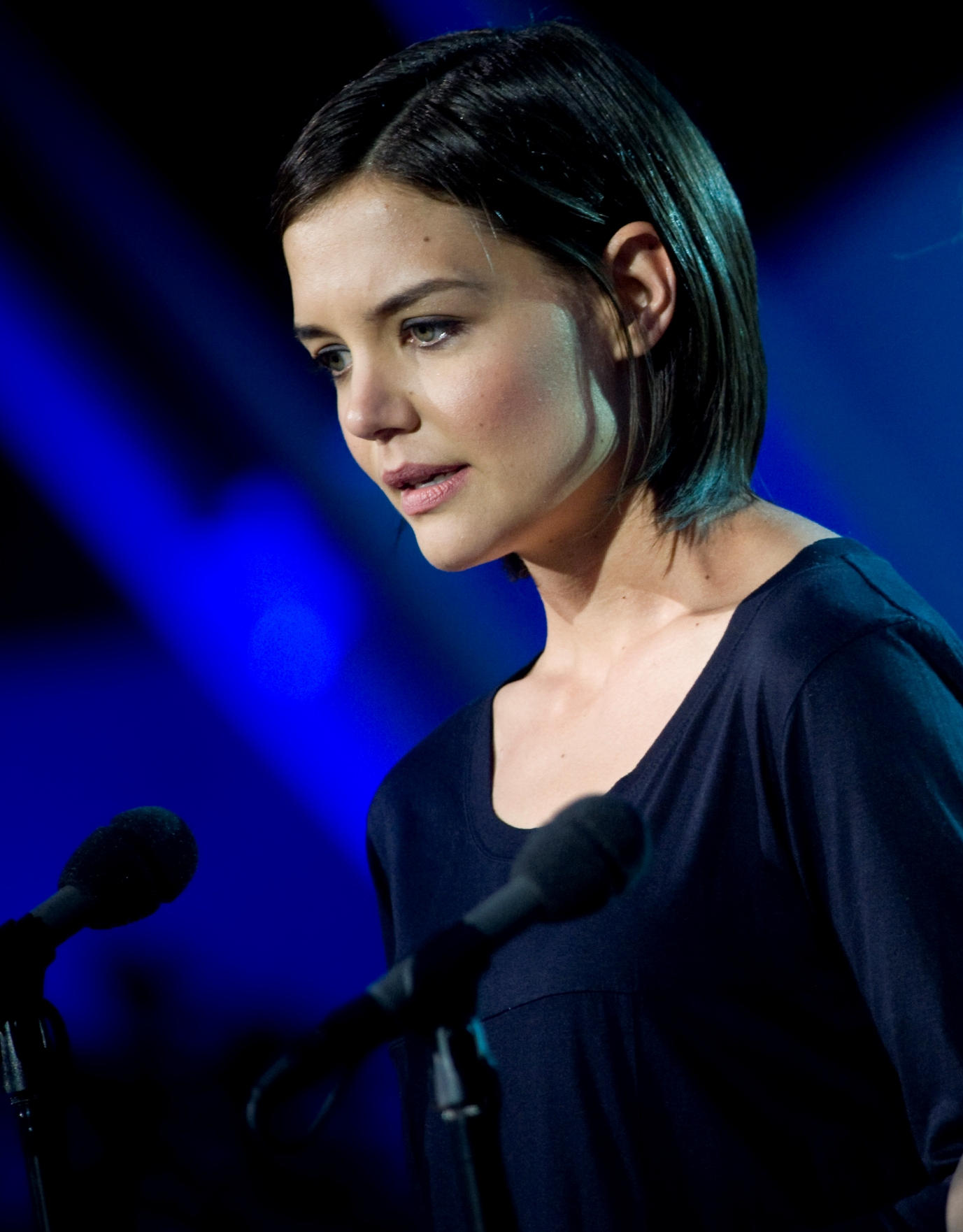
Katie Holmes (* 1978)

- Holmes, Keith (* 1933), australischer Paläobotaniker und Fossiliensammler
- Holmes, Keith (* 1969), US-amerikanischer Boxer
- Holmes, Kelly (* 1970), britische Mittelstreckenläuferin und Olympiasiegerin
- Holmes, Kenneth (1934–2021), britischer Molekularbiologe und Biophysiker
- Holmes, Larry (* 1949), US-amerikanischer Boxer
- Holmes, Lindell (* 1957), US-amerikanischer Boxer im Supermittelgewicht und Weltmeister der IBF
- Holmes, Louise (1891–1981), Schweizer Landwirtin und Verbandsfunktionärin
- Holmes, Marty († 2001), US-amerikanischer Saxophonist, Arrangeur und Komponist
- Holmes, Mary Anne (1773–1805), irische Autorin und Dichterin
- Holmes, Mary Emilie (1850–1906), US-amerikanische Geologin und Philanthropin
- Holmes, Michael (* 1960), australischer Nachrichtenmoderator
- Holmes, Milton (1907–1987), US-amerikanischer Drehbuchautor, Schauspieler und Filmproduzent
- Holmes, Monty, US-amerikanischer Country-Sänger und Songschreiber
- Holmes, Nick (* 1971), englischer Sänger und SongwriterNick Holmes (* 1971)

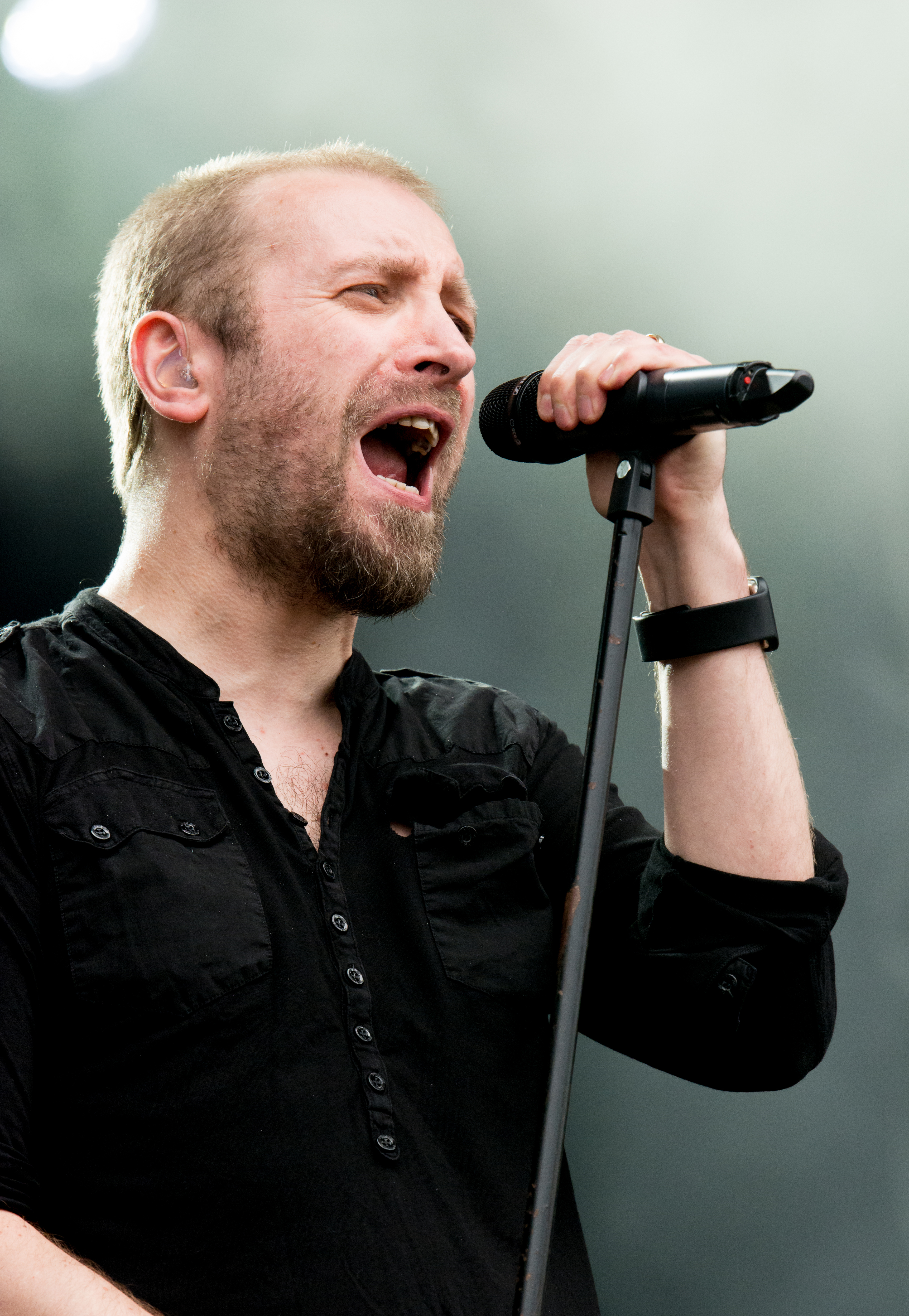
Nick Holmes (* 1971)

- Holmes, Nigel (* 1942), britischer Grafikdesigner
- Holmes, Nikola (* 1981), US-amerikanisch-deutsche Eishockeyspielerin
- Holmes, Oliver Wendell Jr. (1841–1935), amerikanischer Rechtswissenschaftler und Richter
- Holmes, Oliver Wendell Sr. (1809–1894), amerikanischer Arzt und Schriftsteller
- Holmes, Pehr G. (1881–1952), US-amerikanischer Politiker
- Holmes, Philip (* 1945), US-amerikanischer angewandter Mathematiker
- Holmes, Phillips (1907–1942), kanadisch-US-amerikanischer Film- und Theaterschauspieler
- Holmes, Rand (1942–2002), kanadischer Comix-Zeichner
- Holmes, Renate (1929–2022), britische Skirennläuferin
- Holmes, Richard (1931–1991), US-amerikanischer Jazzorganist des Hard Bop und Soul Jazz
- Holmes, Richard (* 1945), britischer Historiker
- Holmes, Robert († 1692), englischer Admiral
- Holmes, Robert D. (1909–1976), US-amerikanischer Politiker
- Holmes, Robert L. (* 1935), US-amerikanischer Philosoph und Hochschullehrer
- Holmes, Rupert (* 1947), amerikanischer und britischer Komponist, Liedermacher und Autor
- Holmes, Russell (* 1982), US-amerikanischer Volleyballspieler
- Holmes, Samuel Jackson (1868–1964), US-amerikanischer Zoologe
- Holmes, Santonio (* 1984), US-amerikanischer American-Football-Spieler
- Holmes, Sidney T. (1815–1890), US-amerikanischer Jurist und Politiker
- Holmes, Stephen (* 1948), US-amerikanischer Politik- und Rechtswissenschaftler
- Holmes, Steve (* 1961), deutscher PornodarstellerSteve Holmes (* 1961)

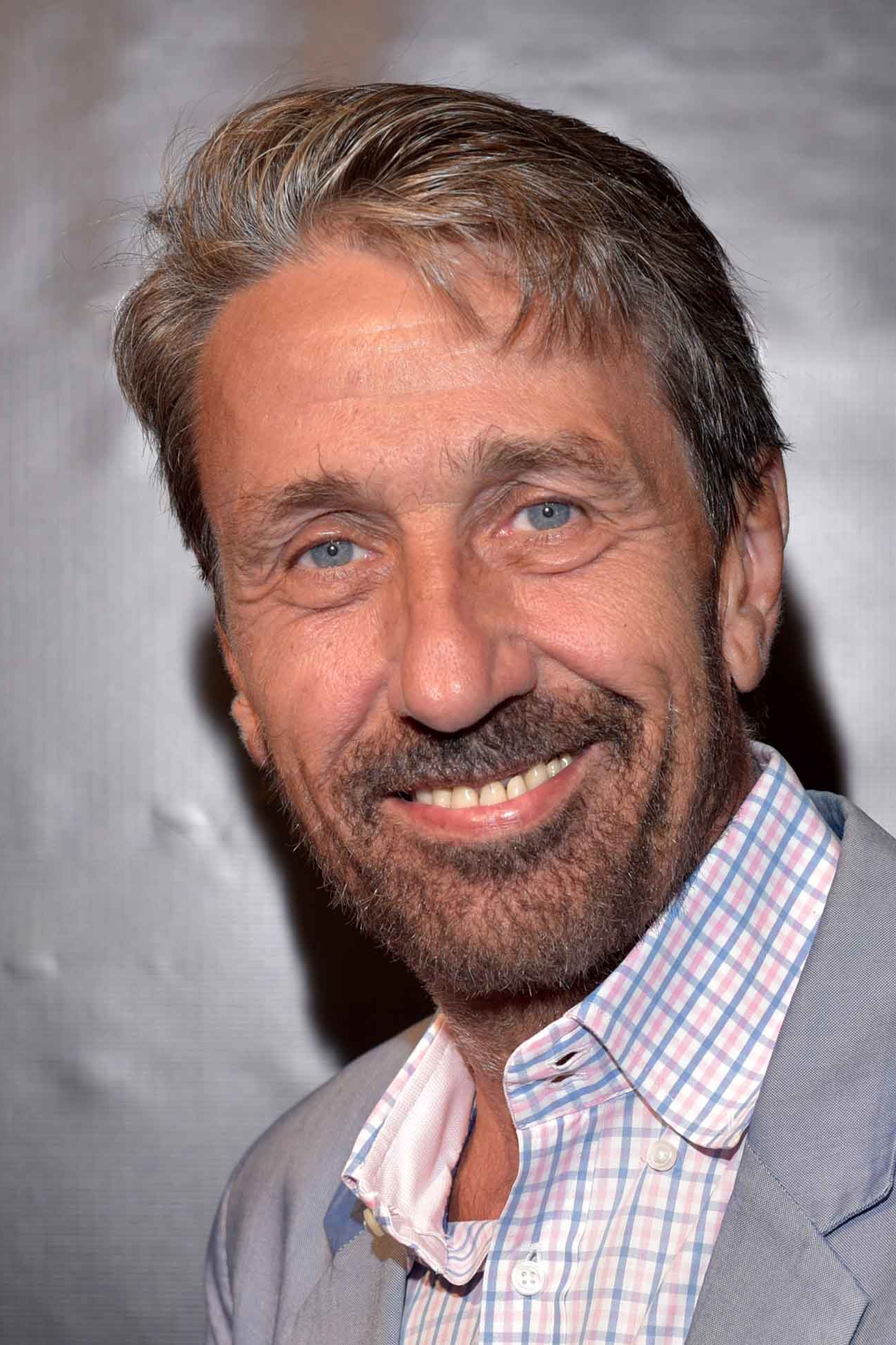
Steve Holmes (* 1961)

- Holmes, Stuart (1884–1971), US-amerikanischer Schauspieler
- Holmes, Taylor (1878–1959), US-amerikanischer Schauspieler
- Holmes, Tcheser, amerikanischer Jazzmusiker (Schlagzeug, Perkussion, Komposition)
- Holmes, Theophilus H. (1804–1880), US-amerikanischer Generalleutnant der Konföderation
- Holmes, Tina (* 1973), US-amerikanische Schauspielerin
- Holmes, Tom (* 2000), englischer Fußballspieler
- Holmes, Urban Tigner, Jr. (1900–1972), US-amerikanischer Romanist und Mediävist
- Holmes, Uriel (1764–1827), US-amerikanischer Politiker
- Holmes, Victoria (* 1971), britische Schriftstellerin, Mitglied des Autorenteams Erin Hunter
- Holmes, William (1862–1917), australischer Generalmajor
- Holmes, William (1877–1946), US-amerikanischer Filmeditor
- Holmes, Winston (1879–1946), US-amerikanischer Blues-Sänger, Promoter und Musikproduzent
- Holmes-Siedle, James (1910–1995), britischer Ordensgeistlicher, römisch-katholischer Bischof von Kigoma
- Holmey, Erik (* 1942), dänischer Schauspieler

### Holmf
- Hólmfríður Dóra Friðgeirsdóttir (* 1998), isländische Skirennläuferin
- Hólmfríður Karlsdóttir (* 1963), isländische Schönheitskönigin, Miss World 1985
- Hólmfríður Magnúsdóttir (* 1984), isländische Fußballspielerin

### Holmg
- Holmgaard, Karen (* 1999), dänische Fußballspielerin
- Holmgaard, Sara (* 1999), dänische Fußballspielerin
- Holmgren, Arthur Herman (1912–1992), US-amerikanischer Botaniker
- Holmgren, August (* 1998), dänischer Tennisspieler
- Holmgren, Ava (* 2005), kanadische Radrennfahrerin
- Holmgren, Chet (* 2002), US-amerikanischer BasketballspielerChet Holmgren (* 2002)

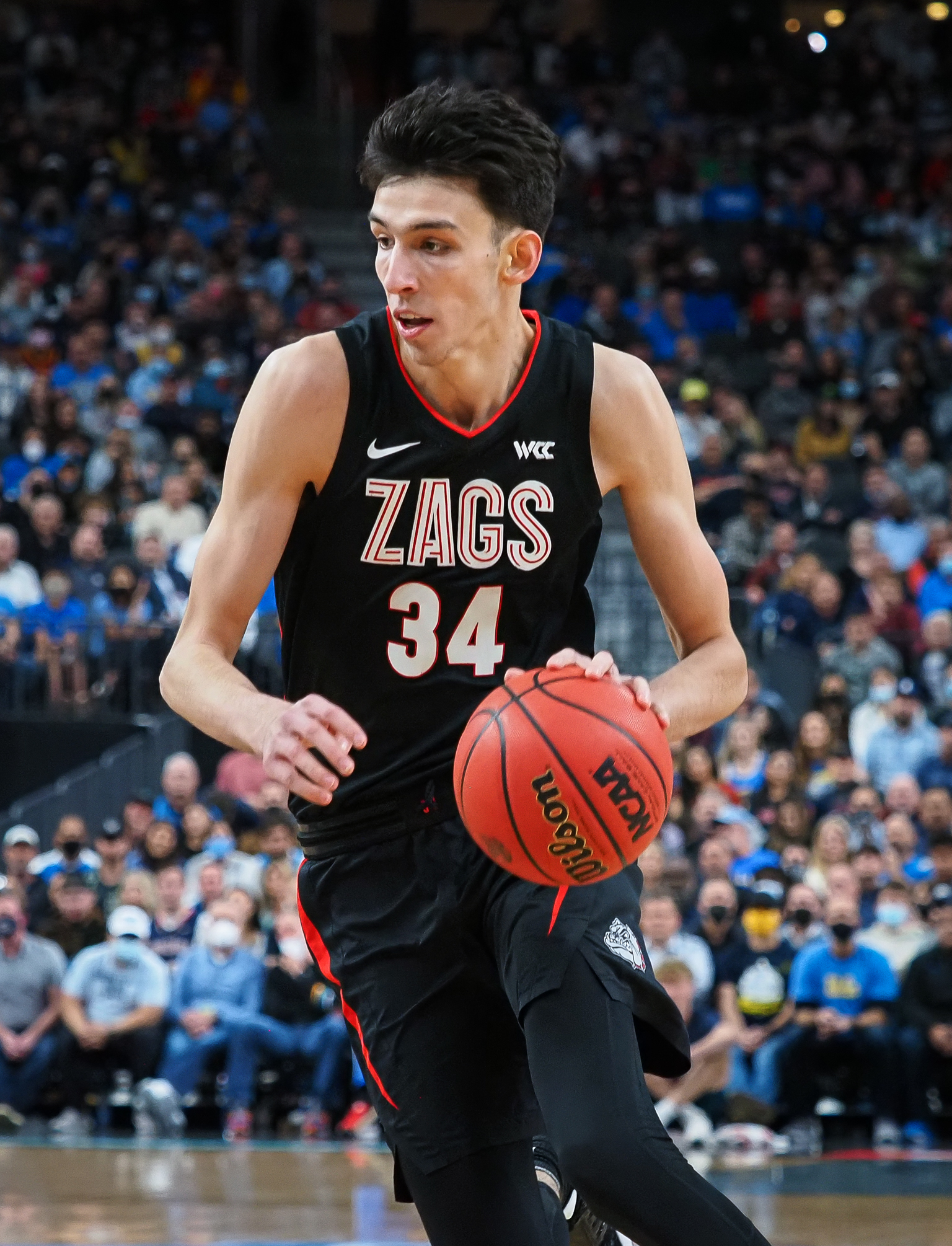
Chet Holmgren (* 2002)

- Holmgren, David (* 1955), australischer Mitbegründer des 1978 erstmals veröffentlichten Permakulturkonzepts (Permaculture One)
- Holmgren, Erik (1872–1943), schwedischer Mathematiker
- Holmgren, Gunnar (* 1999), kanadischer Radrennfahrer
- Holmgren, Håkan (* 1942), schwedischer Eisschnellläufer
- Holmgren, Isabella (* 2005), kanadische Radrennfahrerin
- Holmgren, Jan (* 1944), schwedischer Mediziner
- Holmgren, Karin (* 1959), schwedische Biologin und Geografin
- Holmgren, Leif (* 1953), schwedischer Eishockeyspieler und -trainer
- Holmgren, Mike (* 1948), US-amerikanischer American-Football-Trainer und -Spieler
- Holmgren, Pär (* 1964), schwedischer Meteorologe, Schriftsteller, Moderator und Politiker (Miljöpartiet)
- Holmgren, Paul (* 1955), US-amerikanischer Eishockeyspieler, Manager und Trainer
- Holmgren, Peter (* 1987), deutsch-schwedischer Eishockeytorwart
- Holmgren, Sara (* 1979), schwedische Handballspielerin und -funktionärin
- Holmgren, Tommy (* 1959), schwedischer Fußballspieler
- Holmgren, Tord (* 1957), schwedischer Fußballspieler

### Holml
- Holmlander, Per-Åke (* 1957), schwedischer Tubist und Cimbasso-Spieler
- Holmlimo, Arnhild (* 1983), norwegische Handballspielerin
- Holmlöv, Elin (* 1987), schwedische Eishockeyspielerin
- Holmlund, Anna (* 1987), schwedische Freestyle-Skisportlerin
- Holmlund, Bertil (* 1947), schwedischer Wirtschaftswissenschaftler
- Holmlund, Jan (* 1957), schwedischer Skispringer
- Holmlund, Josefina (1827–1905), schwedische Landschaftsmalerin

### Holmq
- Holmquist, Ivar (1879–1954), schwedischer Sportfunktionär
- Holmquist, Joakim (* 1969), schwedischer Schwimmer
- Holmquist, Olle (1936–2020), schwedischer Jazz- und Unterhaltungsmusiker (Posaune, Tuba)
- Holmquist, Scott, amerikanisch-französischer Konzeptkünstler
- Holmqvist, Andreas (* 1981), schwedischer Eishockeyspieler
- Holmqvist, Birger (1900–1989), schwedischer Eishockeyspieler
- Holmqvist, Hans (* 1960), schwedischer Fußballspieler
- Holmqvist, Johan (* 1978), schwedischer Eishockeytorwart
- Holmqvist, Jonas (* 1982), schwedischer Radrennfahrer
- Holmqvist, Knut (1918–2000), schwedischer Sportschütze
- Holmqvist, Michael (* 1979), schwedischer Eishockeyspieler
- Holmqvist, Ninni (* 1958), schwedische Schriftstellerin und Übersetzerin

### Holms
- Holms, Frank (1928–2019), deutsch-amerikanischer Bühnen-, Film- und Fernsehschauspieler
- Holmsen, Karen (1832–1912), norwegische Opernsängerin (Mezzosopran)
- Holmsen, Øivind (1912–1996), norwegischer Fußballspieler
- Holmstén, Aleksei (* 1970), finnischer Schachspieler
- Holmsten, Georg (1913–2010), deutscher Schriftsteller
- Holmström, Agne (1893–1949), schwedischer Sprinter
- Holmström, Annie (1880–1953), schwedische Tennisspielerin
- Holmström, August (1829–1903), finnischer Goldschmiedemeister
- Holmström, Bengt (* 1949), finnischer Wirtschaftswissenschaftler
- Holmström, Carita (* 1954), finnische Pianistin, Sängerin und Komponistin
- Holmström, Gilbert (* 1937), schwedischer Jazzmusiker (Saxophon, Komposition)
- Holmström, Johanna (* 1981), finnische Journalistin und Schriftstellerin schwedischer Sprache
- Holmström, John, schwedischer Jazz- und Improvisationsmusiker (Piano, Synthesizer, Komposition)
- Holmström, Karl (1925–1974), schwedischer Skispringer
- Holmström, Pelle, schwedischer Nordischer Kombinierer
- Holmström, Per (1901–1982), schwedischer Schwimmer
- Holmström, Tomas (* 1973), schwedischer Eishockeyspieler
- Holmström, Tora Vega (1880–1967), schwedische Malerin
- Holmstrup, Olaf (1930–2020), dänischer Radrennfahrer

### Holmv
- Holmvang, Godtfred (1917–2006), norwegischer Leichtathlet
- Holmvik, Bjørnar (* 1985), norwegischer Fußballspieler

### Holmw
- Holmwood, John (* 1950), britischer Soziologe

### Holmy
- Holmyard, Eric John (1891–1959), britischer Wissenschaftshistoriker